# Rica Déus
Rica Déus (* 7. Februar 1937 in Hamburg als Erika Scheele) ist eine deutsche Schauspielerin und Schlagersängerin.

## Leben
Déus’ Vater war Buchhalter, ihre Mutter Operettensängerin. Die Schule schloss sie mit der mittleren Reife ab und wollte Schauspielerin werden, doch ihr Vater schickte sie auf die Handelsschule. Während eines Urlaubs 1955 auf Sylt beteiligte sie sich an einem Gesangswettbewerb und gewann. Danach stand für sie fest, Sängerin zu werden. Im Hamburger Lokal Tabu arbeitete sie tagsüber als Kellnerin und sang abends für die Gäste. Ein Manager, wie in dieser Branche üblich, bot ihr seine Dienste an und Rica sagte zu. Auftritte im Hamburger Delphi-Palast folgten und 1958 erhielt sie von DECCA-Telefunken ihren ersten Plattenvertrag. Es entstanden sieben Platten, u. a. mit dem Sänger Jo Roland. Auftritte in Funkhäusern und beim Fernsehen folgten. Im Juni 1959 gastierte sie erstmals in Kühlungsborn und Heringsdorf. 1960 lernte sie den Musiker Dieter Andreas kennen, der beim Tanzorchester Alo Koll Saxophon spielte. Nach langen gerichtlichen Prozessen konnte sie sich von ihrem Manager trennen und zog im November 1961 zu ihrem Lebenspartner Dieter nach Ost-Berlin. 1966 und 1967 war Rica Déus mit Lutz Jahoda und Klavierhumorist Hans Hick mit dem Tourneeprogramm Panoptikum mit Musik unterwegs.
Sowohl beim Rundfunk der DDR als auch bei AMIGA sang sie viele Lieder ein. Bekannt wurde sie als Gastgeberin der Fernsehsendung Klock 8, achtern Strom (Deutscher Fernsehfunk). Sie gehörte bis 1989 mit Horst Köbbert zur festen Besatzung der Sendung und wurde 1973 Fernsehliebling der DDR.

## Auftritte
| 27. April 1958           | „CHANSON, LIED, SCHLAGER“ Im Harry-Gondi-Programm mit dem Lied „Ich bin ein Kind dieser Zeit“(Hamburg, Wendeltreppe) |
| 30. April 1958           | „Planten un Blomen“ Auftritt mit dem Lied „Vergiß und vergib“ (Hamburg)                                              |
| 1. Oktober 1958          | „Hamburger Wohlfahrtstombola“ Auftritt (weiterer Gast in der Mönckebergstraße: Billy Mo)                             |
| 11. Oktober 1958         | „Sieben auf einen Streich“ (ARD) Show mit Hans-Joachim Kulenkampff                                                   |
| 1.–15. März 1960         | Show „Auf neuen Kurs!“ (Rheinland-Kabarett Frankfurt am Main)                                                        |
| Mai 1960                 | „Schlager-ABC“ – 100. Folge der Radiosendung-live (Berlin-Hohenschönhausen, Dynamo-Sporthalle)                       |
| September 1960           | „Variete Kulturpalast“ (Karl-Marx-Stadt)                                                                             |
| Mai 1964                 | „Variete Kulturpalast“ (Karl-Marx-Stadt)                                                                             |
| 29. August 1964          | „Treffpunkt Litfaßsäule“ (DFF)                                                                                       |
| 7. Oktober 1964          | „Volksfest“ Bühne Karl-Marx-Allee (Berlin)                                                                           |
| 20. Oktober 1964         | Revue „Der Mann, der Dr. Watson war“ (Berlin, Friedrichstadtpalast)                                                  |
| 11. Dezember 1965        | „Vorsicht Studio“ (DFF)                                                                                              |
| 22. April 1966           | „Jugendball in Grünau“ (Berlin)                                                                                      |
| 1966–1990                | „Klock 8, achtern Strom“ (DFF)                                                                                       |
| 28. Mai 1966             | „Sputniks, Luna und Raketen“ (DFF)                                                                                   |
| 24. September 1973       | Show „Hallo Eberhard“ (Berlin, Friedrichstadtpalast)                                                                 |
| 28. April 1976           | „Ball der Jugend im Palast der Republik“ (Berlin)                                                                    |
| 29. Juni 1978            | „Hiev up“ (Kino) |
| 10. Dezember 1978        | „Hiev up“ (DDR-Fernsehen)                                                                                            |
| 2. Juni 1979             | „Volksfest Rund um den Müggelsee“, Programmpunkt „Snacks und Lieder vom Hafen“ (Berlin)                              |
| 17. Mai 1980             | „LPG Pomona, 20. Geburtstag. Jubiläumsfeier“ (Bernau)                                                                |
| 29. Mai bis 6. Juni 1981 | „Treptower Festwoche“ (Berlin)                                                                                       |
| 7. Oktober 1981          | „Volksfest“ „Hier geh'n wir wieder vor Anker“ (Berlin)                                                               |
| 17. März 1984            | „Wenn schon, denn schon“ (DFF) 220 Gesangskünstler singen Alt wie die Welt                                           |
| 27. Januar 2011          | „Spaßvögel … packen aus“ (MDR)                                                                                       |
| 26. Juli 2015            | „Damals war’s“ (MDR) Ausschnitt „Klock 8, achtern Strom“ Lied: „Caprifischer“                                        |

## Diskografie
| Jahr              | Singles |
| ----------------- | --- |
| 1958              | Billy/Ein kleiner Liebesvogel (Telefunken U 55071) |
| 1958              | ... in deine Hand (Duett mit Jo Roland)/Angelina, du bist mein (Decca D 18794) |
| 1958              | So viele Schiffe sind heute angekommen/Ronny, ach Ronny (Decca D 18811) |
| 1958              | Zwei junge Herzen/Heute lieb' ich dich (Decca D 18838) |
| 1958              | Sing Lu-a-u/Rock Italia (Decca D 18853) |
| 1958              | Pussycat/Calla-Calla (Decca D 18872) |
| 1959              | Küss mich heiss/Ulla (Daran müsst ihr euch gewöhnen) (Decca D 18962) |
| 1961              | Einmal weht der Südwind wieder mit Columbia-Quartett/Ein altes Karussell |
| 1961              | Im Karussell der Liebe/Kleines Herz sucht grosse Liebe |
| 1962              | Oh, mein Bräutigam/Oh, Lago Maggiore |
| 1962              | Frühlingsfest auf Kuba – mit den 4 Teddies/Roland Neudert: Der neue Shanty |
| 1962              | Ob in Rio, ob in Bombay.../Ich frage den Wind |
| 1962              | Peter Beil: Ich komme wieder/Rica Déus: O bello giorno |
| 1963              | Ausgerechnet ein Ehemann/Ein Matrosenherz (...das ist doch nicht aus Stein) Duett mit Perdidos |
| 1963              | Wann sehen wir uns wieder |
| 1964              | Halt mich fest, mein Matrose/Weiße Wolken wandern |
| 1965              | Entscheide dich/Wann du wiederkommst |
| 1966              | Kleine Stadt/Jeden Tag geschehen tausend Wunder |
| 1966              | Kleine Stadt/Klaus Groß: Wenn Du Abschied nimmst (Polen) |
| 1966              | Bei soviel Liebelei/Wenn ich dich nicht schon längst geheiratet hätt – Duett mit Andy |
| 1966              | Die Zeit holt niemand ein/Was ich brauch' zum Glücklichsein |
| 1967              | Was ich brauch' zum Glücklichsein/Die Zeit holt niemand ein |
| 1968              | Thomas Lück: Hier nimm dein Bild/Rica Deus: Liebe ist das A und O |
| Jahr              | Quartettplatte/EP |
| 1958              | Vico Torriani: Ta-Pum – Ta-Pum (Ein Verliebter Tamburino) / Christa Williams: Was Die Männer Lieben//Rica Déus: Ronny, Ach Ronny / Rolf Simpson und die Vagabunden: Juana – als Schlagerlieblinge Nr. 5 auf Decca erschienen |
| 1961              | Steffen Reuter: Der fröhliche Räuber / Bärbel Wachholz: Treu sein / Blue Diamonds: Ramona / Rica Déus: Im Karussell der Liebe |
| 1962              | Ruth Brandin: Ricki-ticki-tim / Perikles Fotopoulos: Carolin-Carolina / Rica Déus: Oh, mein Bräutigam/Steffen Reuter: Blond und auch ein wenig keß |
| 1962              | Rica Deus & Columbia-Quartett: Einmal weht der Südwind wieder / Robert Steffan & Flamingos: Ich lieb' nun mal den guten, alten Tango / Helga Brauer: Ich seh's jedem an den Augen an / Robert Steffan – Schenk' mir deine Liebe |
| 1962              | Ruth & Evelyn: Tante Lilly / Helga Brauer: Ich hab mich seit gestern / Günter Geißler: Die Primaballerina meiner Träume / Rica Déus: Ob in Rio, ob in Bombay |
| 1963              | Erika Bartova: Casanova baciami / Helga Brauer & die Kolibris: Aber nicht bei mir / Hartmut Eichler & die Perdidos: Ich hab' dich nicht vergessen / Rica Déus & die Perdidos: Ein Matrosenherz |
| 1970              | Gerd Michaelis - Chor: Hallo Rostock / Horst Köbbert: Kasper Ohm / Rica Déus: Rostocker Wind / Petra Böttcher und die Kolibris : Rostock, Du bist wunderschön - als Flexi-Disc erschienen |
| Jahr              | Rundfunkaufnahmen |
| 1962              | Pelikan von Manzanillo |
| 1962              | Schottenhochzeit |
| 1963              | Er gab mir eine Rose |
| 1964              | Cheerio, skol, salute |
| 1964              | Melodie in moll |
| 1964              | Oh, komm doch zurück |
| 1965              | Die Nacht ist voller Geheimnis |
| 1965              | Mondschein im Hafen |
| 1965              | Wann wird es wieder so schön? |
| 1965              | Weht der Wind über's Meer |
| 1966              | Schließ mich ein in deine Träume |
| 1967              | Ein Lächeln und ein gutes Wort |
| 1967              | Grüner Kranz – weißer Schleier |
| 1968              | Abends wirst Du an mich denken |
| 1969              | Die Liebe kommt wie der Wind |
| 1969              | Ich weiß auf See gut Bescheid |
| 1969              | Verliebt in den Tag |
| 1972              | Die Welt wird morgen nicht jünger |
| 1972              | Halte unser Glück |
| 1972              | Wenn in den Fjorden der Sommerwind spielt |
| 1973              | Ahoi und tschüss |
| 1973              | Kommen wir machen einen Bummel um's Steintor |
| 1973              | Medley (Rostocker Hafenbar) |
| 1976              | Dreh doch mal am Stimmungssteuer |
| 1976              | Wovon können Matrosen schon träumen |
| 1985              | Land am Meer |
| 19??              | Die Männer am Hafen |
| 19??              | Fortuna küsst nur italienisch |
| 19??              | Geht dein Schiff auf große Reise |
| Jahr              | LP |
| 1981              | Maritim und intim - In Rostock geht die Sonne vor Anker - Wo eine Liebe beginnt - Licht fällt durch die Jalousie - Wärst du wie der Wind - Trag die Farben unserer Stadt - Doch was machst du - Die Liebe ist ein Fest des Lebens - Regen-Konzert - In mancher Stunde - Nachts um halb drei - Hier an der Bar - Egon, geh' endlich nach Hause                                                                                                  |
| Jahr              | Sampler |
| 1958              | LP Schlager mit Chic und Charme Nr. 1 (Decca) - So viele Schiffe sind heut´ angekommen - Ronny, ach Ronny |
| 1958              | LP Große Stars – Große Schlager Nr. 2 (Decca) - Sing lu-a-u - Heut lieb ich Dich (Duett mit Jo Roland) |
| 1958              | LP Klingende Post - Sing lu-a-u |
| 1960              | LP Rund um die Welt (Russland: Вокруг Света) - Ich liebe (Я Люблю) (Duett mit Jo Roland) |
| 1961              | Promo-Single Die Klingende Monatsschau Juni 1961 - Im Karussell der Liebe - Kleines Herz sucht große Liebe |
| 1963              | LP Amiga-Express 1962 - Einmal weht der Südwind wieder - Oh, mein Bräutigam |
| 1966              | LP Gershwin-Evergreens - The Man I Love - Somebody To Watch Over Me |
| 1967              | LP Amiga-Express 1964 - Weiße Wolken wandern |
| 1967              | LP Amiga-Express 1966 - Kleine Stadt |
| 1967              | LP Abends an der Moskwa - Tiflis |
| 1968              | LP Schlager Aktuell - Wie viele Stunden muß die Uhr noch schlagen? |
| 1968              | LP Schlager-Favoriten - Liebe ist das A und O |
| 1968              | LP Schlager-Trümpfe - Stunden, Tage, Jahre |
| 1969              | LP Schlager per Post - Wer hat aus dem Krimi die Seiten gestohlen |
| 1969              | LP Die kennen Sie doch - Kleine Stadt |
| 1969              | LP Musical-Erfolge - Zeig nicht der Welt unser Glück („Oklahoma“)- Duett mit Rec Demont - Wunderbar („Kiss Me, Kate“) – Duett mit Rec Demont - Man sagt, Verliebtsein ist wundervoll („Annie, Get Your Gun“) |
| 1970              | LP Rostock hat Freunde und Gäste gern - In tausend Fenstern - Ahoi und Tschüß Duett mit – Horst Köbbert |
| 1972              | LP Klock 8 Achtern Strom (2. Folge) - Ich weiß ja, daß keiner mir glaubt |
| 1974              | LP 25 Jahre DDR Wo es Freunde gibt, werd ich vor Anker gehen - Bernsteinlegende |
| 1974              | LP Zwischen Luv und Lee – Lieder aus der Rostocker Hafenbar - Rostock hat Freunde und Gäste gern – Duett mit Horst Köbbert - So sind die Matrosen - Die Bernsteinlegende - Allzeit gute Fahrt - Häfen, Schiffe und Matrosen - Die Lange Straße kann erzählen – Duett mit Horst Köbbert - Ahoi und Tschüß – Duett mit Horst Köbbert |
| 1975              | LP Box Nr. 12 - Ein Seemann verlernt das Küssen nie |
| 1977              | LP Aloa-he - Das sind die harten Männer von der See/Warum schwärmen alle Mädchen für Matrosen/Siehst du das Glück – mit Peter Albert + Cantus-Chor: - Immer weiter mit Humor/Ein Seemann verlernt das Küssen nie/So dumm ist keiner – mit Kuddel und Hein + Horst Köbbert - Ohne Anker kann der kleinste Pott nicht fahren/Du liebe kleine Möve/Die längste Fahrt hat irgendwann ein Ende – mit Horst Köbbert + Monika Herz + Siegfried Koenig |
| 1979              | LP Schlager-Erinnerungen Originalaufnahmen 1953–1968 - Halt mich fest, mein Matrose |
| 1984              | LP Schlager-Cocktail 1963–1964 - Ein Matrosenherz...das ist doch nicht aus Stein |
| 1987              | LP Zwischen Reling Und Mast – 100 Mal Klock 8, Achtern Strom - Land am Meer |
| ????              | CD Meine Melodien Folge 3 - Dreh noch mal am Stimmungssteuer |
| 1990              | CD Schlag nach bei Shakespeare – die schönsten Broadway-Melodien unter anderem mit Rica Deus |
| 1993              | CD The very best of the 50 + 60 - Einmal weht der Südwind wieder |
| 17. Dezember 1997 | CD Klock 8,Achtern Strom Folge 1 - Alles-im-Lot-Medley: Rostock Hat Freunde Und Gäste Gern Duett mit Horst Köbbert - Land am Meer - Ahoi-und-tschüss-Medley: Die Lange Straße Kann Erzählen Duett mit Horst Köbbert - Ahoi-und-tschüss-Medley: Ahoi Und Tschüss Duett mit Horst Köbbert |
| 2. Juni 1998      | CD Schlagerarchiv Volume II 1958–1968 - Einmal weht der Südwind wieder – mit dem Columbia-Quartett - Oh, Lago Maggiore - Kleine Stadt |
| 10. April 2009    | CD Schlagerasse Volumen 3 - Ein Matrosenherz (...das ist doch nicht aus Stein) - Einmal weht der Südwind wieder – mit dem Columbia-Quartett - Weiße Wolken wandern - Kleine Stadt - Halt mich fest, mein Matrose |
| 1. Mai 2009       | CD My Generation-Isetta & Italien - Oh, Lago Maggiore |
| 7. Oktober 2011   | CD Melodien für Millionen: DDR - Einmal weht der Südwind wieder |
| 2020              | CD Melodie d'amour (Schlager-Raritäten) mit Jo Roland (Duette mit Rica Deus) - Pussycat - Calla Calla - Zwei junge Herzen - Heut' lieb ich Dich - Angelina, Du bist mein - ...in Deine Hand |